# Circumnavigatie

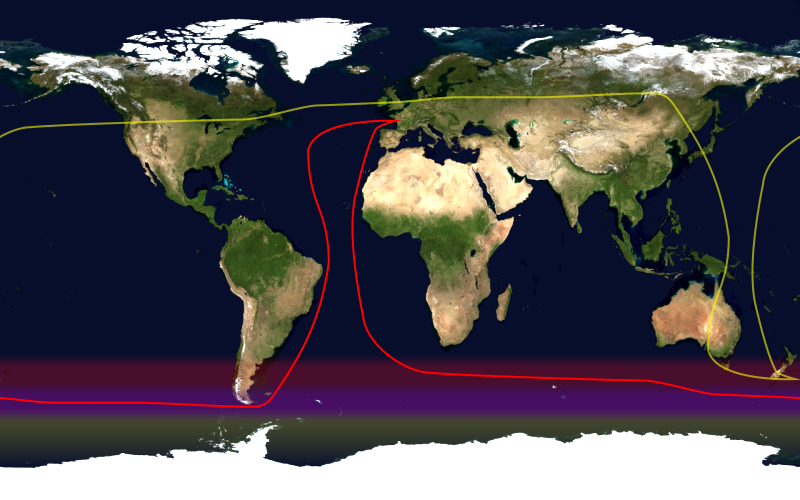
Rood toont de route via de kapen; de gele lijn geeft de antipodes aan van de route

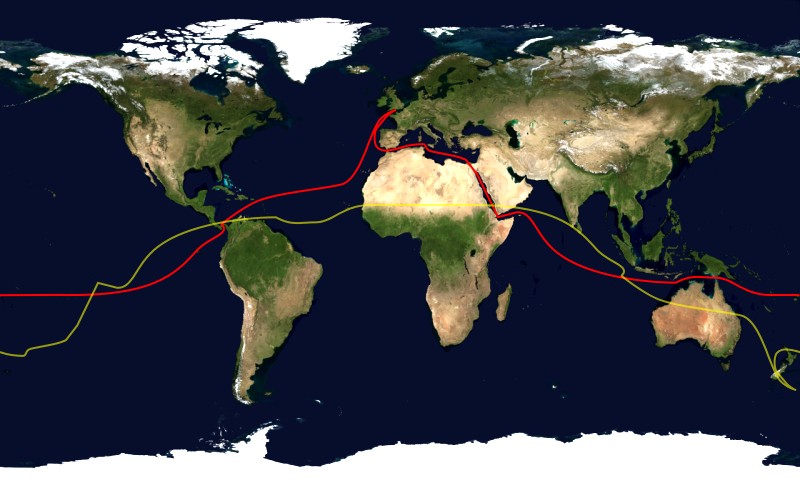
Rood toont de route via de kanalen (Panama- en Suezkanaal); de gele lijn geeft de antipodes aan van de route

Circumnavigatie is het varend of vliegend navigeren (dus zelf uitvoeren) rondom de aarde. In engere zin kan het ook het ronden van een eiland, een archipel of een continent betekenen.

## Definitie
Over het algemeen wordt voor een wereldrondvaart het criterium gebruikt dat iedere meridiaan (minimaal) eenmaal doorkruist moet worden. Zou dit het enige criterium zijn, dan zou men theoretisch kunnen volstaan met het omvaren van Antarctica: 16 500 km. Meestal moet echter bovendien zo goed mogelijk een grootcirkel gevolgd worden en zou een rondvaart bijgevolg minstens 40 000 km lang moeten zijn (de omtrek van de Aarde). Aangezien er geen grootcirkel bestaat die volledig over zee gaat, kan dit alleen bij benadering. Een mogelijke route, die zo goed mogelijk de grootcirkel met het minste land volgt, is Aruba - Kaapstad - Jakarta - Honolulu - Panamakanaal - Aruba (ruim 41 000 km).
Richtlijnen van Guinness World Records van december 2006 eisen een minimumafstand van 36 787,559 km (de afstand volgens de Kreeftskeerkring), het passeren van de evenaar en het exact beginnen van elke etappe op de plaats waar de vorige is geëindigd.
De route via Straat Torres en de kanalen van Suez en Panamá passeert de evenaar en is langer dan 40 000 km.

## Geschiedenis en records
Op 6 september 1522 keerde de Victoria onder bewind van Juan Sebastián Elcano terug in Sevilla. Hij had het gezag overgenomen van Fernão de Magalhães, die onderweg overleden was. Hij was daarmee de eerste die erin slaagde de wereld te omzeilen. De tweede plaats wordt ingenomen door Francis Drake, die in september 1580 in Engeland terugkeerde, en op de derde plaats staat Thomas Cavendish, die in 1588 weer voet op Engelse bodem zette. Hij was daarmee de eerste die dit met vooropgezette bedoelingen deed. De eerste Nederlander die rond de wereld voer was de ontdekkingsreiziger Olivier van Noort die na een reis van bijna drie jaar in 1601 terugkeerde in Rotterdam.
Velen volgden hun voetsporen en er zijn nog altijd veel zeezeilers die ervan dromen eens de wereld te omzeilen. In de jaren 1895-1898 volbracht Joshua Slocum als eerste de rondtocht solo.
Het snelheidsrecord voor solisten staat sinds 2017 op naam van de Fransman François Gabart, hij had voor zijn tocht 42 dagen, 16 uur en 35 seconden nodig. Het oude record stond op naam van de Fransman Thomas Coville, die de tocht in 2016 in de trimaran Sodebo Ultim voltooide in 49 dagen, 3 uur, 7 minuten en 38 seconden.
De jongste zeiler die ooit de wereld rondvoer is Laura Dekker. Zij voltooide haar tocht op 21 januari 2012 na een reis van 366 dagen. Zij was toen 16 jaar en 123 dagen. Laura Dekker zeilde echter niet non-stop. De jongste zeiler die non-stop en zonder assistentie om de wereld zeilde is Jessica Watson. Zij voltooide op een leeftijd van 16 jaar en 362 dagen haar 209 dagen durende reis op 15 mei 2010. Het record voor powerboaten staat sinds 27 juni 2008 met 60 dagen, 23 uur en 49 minuten op naam van de Earthrace. 

### vliegen
- Op 18 August 2021 begon de toen 19-jarige Zara Rutherford in Kortrijk, West-Vlaanderen aan haar wereldreis in westelijke richting met een ultralicht motorluchtvaartuig van het type Shark.Aero Shark. Op 20 januari 2022 was ze weer terug op dezelfde luchthaven, en was ze hiermee de jongste vrouwelijke piloot die solo rond de wereld vloog.[5]
- Op 23 maart 2022 is de toen 16-jarige Belgisch-Britse Mack Rutherford vanuit Sofia, Bulgarije aan zijn navigatie oostwaarts begonnen, ook met aangepast ultralicht motorluchtvaartuig van het type Shark.Aero Shark. (De aanpassing was een extra brandstoftank in plaats van de passagiersstoel.) Op 24 augustus, na 54124 km (29225 zeemijl) in 142 dagen was hij terug in Sofia. Daarmee werd hij de jongste persoon die solo rond de wereld vloog. En een tweede wereldrecord, namelijk dat van jongste persoon ooit die de wereld rondvloog in een ultralicht motorluchtvaartuig.[6][7]